# Alfa-Lactoalbúmina
L'α-Lactoalbúmina és una proteïna que es troba al sèrum de llet d'una gran part dels mamífers. Constitueix entorn una cinquena part de les proteïnes totals al cos humà, i més d'un terç de les proteïnes del sèrum de la llet humana i el 3.5% aproximat de la proteïna total bovina, a més de gairebé una cinquena part de les proteïnes del sèrum de la seva llet.

## Estructura

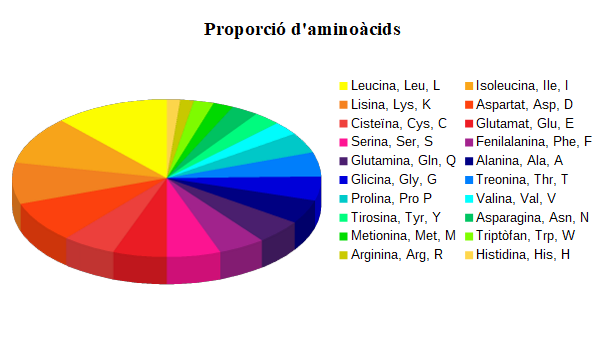
Proporció dels diferents aminoàcids de l'α-Lactalbúmina

### Estructura Primària
L'α-Lactoalbúmina és un dels dos components la lactosa sintasa juntament amb la galactosiltransferasa. Es tracta d'una proteïna globular formada per 142 aminoàcids, dels quals els 19 primers en constitueixen la senya. En la seva estructura primària, és a dir, la simple seqüència d'aminoàcids, predominen principalment la Leucina (12%), la Isoleucina (10%), la Lisina (8,5%) i l'Aspartat (8,5%). També cal destacar l'abundància de Cisteïna (5,6%) que permet la formació de ponts disulfur, l'Asparagina que és on es produeixen les glicosilacions i el Triptòfan, que a pesar de la seva poca quantitat proporciona una sèrie de característiques molt importants a la proteïna. La proteïna té un gran nombre d'aminoàcids essencials (Trp, Val, Lys, Ile, Leu, Thr, Met, Phe i His) cosa que fa que tingui una gran qualitat nutritiva.

### Estructura Secundària i Terciària
L'α-lactoalbúmina en la seva conformació nativa consta de dos dominis: un domini gran d'α-hèlixs i un domini menor de làmines β, ambdós connectats per un bucle d'unió al calci. El domini α-helicoidal està format per tres grans α-hèlixs (aminoàcids 24–30, 42–53 i 105–117) i dues 310 hèlixs curtes (aminoàcids 37-39 i 134–137). El domini petit està format per una sèrie de girs, una petita làmina β plegada antiparal·lela de tres cadenes (aminoàcids 60-63, 66-69 i 74-75) i una 310 hèlix curta (tres aminoàcids per volta i un pont d'hidrogen dins la cadena que conté 10 àtoms; aminoàcids 96–100). Els dos dominis estan dividits per una profunda separació i es mantenen units gràcies al pont disulfur entre les cisteïnes en posició 92 i 110, formant el bucle d'unió amb Ca2 +, així com un segon pont disulfur important 80–96. A més, l'estructura terciària de la proteïna es troba estabilitzada per dos ponts disulfur més (25-139 i 47-130) que sumen un total de 4 ponts. Finalment, cal destacar la presència de 2 glicosilacions en les Asparagines en posició 64 i 90.

### Centres d'unió
L'α-lactoalbúmina es caracteritza per presentar centres d'unió (o llocs d'enllaç), concretament l'α-lactoalbúmina és un model de proteïna d'unió a Ca+2 encara que no pertany al grup de proteïnes que contenen un domini estructural EF Hand. Té un punt d'unió fort al Ca+2 on es poden unir Mg+2, Mn+2, Na+ i K+ y també té altres zones d'unio a Zn+2. La unió als cations de calci augmenta l'estabilitat (per exemple contra el calor, agents desnaturalitzants…) de la proteïna mentre que la unió al catió de zinc la disminueix.
Pel correcte funcionament de l'α-Lactoalbúmina són necessaries interaccions amb membranes, proteïnes, pèptids y altres substrats de baix pes molecular i es va demostrar que aquestes interaccions éstan modulades per la unió d'aquests cations metàl·lics.
Una de les característiques més interessants de l'α-Lactoalbúmina és la seva capacitat per unir cations metàl·lics. Aquesta proteïna només té un únic lloc fort d'unió al calci, que està format per lligams d'oxigen a partir de grups carboxílics de tres residus Asp (82, 87 i 88) y dos grups carbonils de l'esquelet peptídic (79 i 84). Una molècula d'aigua precipita en la coordinació directa de Ca+2. A més, recentment s'ha trobat un lloc secundari d'unió al calci mitjançant la cristalogracfia de raigs X. Aquest lloc està ubicat a prop de la superfície de la molècula. A part d'això, l'α-Lactoalbúmina també té diversos llocs d'unió al zinc, en l'α-Lactoalbúmina humana el zinc es troba entre Glu-49 i Glu-116 (Asp en bovins).

## Detecció
Existeixen diversos mètodes efectius per detectar l'α-Lactoalbúmina en una mostra, ja sigui sola o acompanyada d'altres proteïnes també presents en la llet materna, com són la β-lactoglobulina o la lactoferrina. La major part dels mètodes, però, només poden detectar una proteïna per cada anàlisis. Així, podem detectar l'α-Lactoalbúmina amb un qualsevol dels següents mètodes: l'HPLC (High Performance Liquid Chromatography), l'UHPLC (Ultra High Performance Liquid Chromatography), l'HPLC-MS (High Performance Liquid Chromatography - Mass Spectra), l'UHPLC-MS (Ultra High Performance Liquid Chromatography - Mass Spectra), l'IAC (Immunoafinity Chromatography), el RID (Radial Immunodiffusion), el SDS-PAGE (Sodium Dodecyl Sulfate Polycrylamide Gel Electropheresis), el CE (Capillary Electrophoresis), l'ELISA (Enzyme-linked Immunosorbent Assay), el FIA (Fluorescent Immunosorbent Assay) o l'SPR (Surface Plasmon Resonance). Per tant, tot i que cadascun d'aquests mètodes pot detectar l'α-Lactoalbúmina sola, s'observa com no hi ha sols una manera per idear un mètode per detectar-la, sinó que n'hi ha diverses. Així, els mètodes abans citats se serveixen alguns d'anàlisis cromatogràfics de la solució de llet (amb l'ajuda d'espectres de massa o sense); o bé de la característica d'immunoafinitat de la proteïna per una partícula detectora; o bé a partir de la immunodifusió radial de l'α-Lactoalbúmina; o bé per mètodes relacionats amb l'electroforesi; o bé per mètodes que se centren en detectar la immunoabsorbància de lligams d'enzims o de fluorescència.
Cal recordar que totes aquests mètodes requereixen un pretractament de la mostra, així com un volum abundant de mostra i un temps determinat per a l'anàlisi. També cal tenir present que les anàlisis cromatogràfiques no permeten veure la desnaturalització de la proteïna o les modificacions que pugui patir durant l'emmagatzematge de la mostra.
Un nou mètode que permet detectar simultàniament l'α-Lactoalbúmina, la β-lactoglobulina i la lactoferrina és el de VM (Visualized Microarray), que es basa en la detecció de conjunts a partir de senyals de reacció immunològica que són amplificades per un sistema compost de plata. Aquestes senyals seran captades per un escàner i permetran quantificar la presència de les proteïnes abans esmentades en una mostra de llet sense pretractament. Aquest nou mètode permet analitzar mostres de llet crua, o escalfada, amb una molt bona sensitivitat i especificitat.

## Funció
L' α-Lactoalbúmina té un paper crucial en la producció de llet. Aquesta proteïna és una subunitat reguladora de la lactosa sintasa (LS), enzim necessari per a la formació de lactosa, la qual es troba directament relacionada amb el volum de llet. De fet, les llets que no contenen lactosa tampoc presenten aquesta proteïna. L'acció de la proteïna consisteix en modificar la especificitat del substrat de la galactosiltransferasa a la glàndula mamària, provocant que la glucosa sigui un bon substrat acceptor d'aquest enzim i permetent a la LS sintetitzar la lactosa. A més, actua com a transportadora de l'ió calci, car interacciona de manera selectiva i no covalent amb ions de calci (Ca2+).

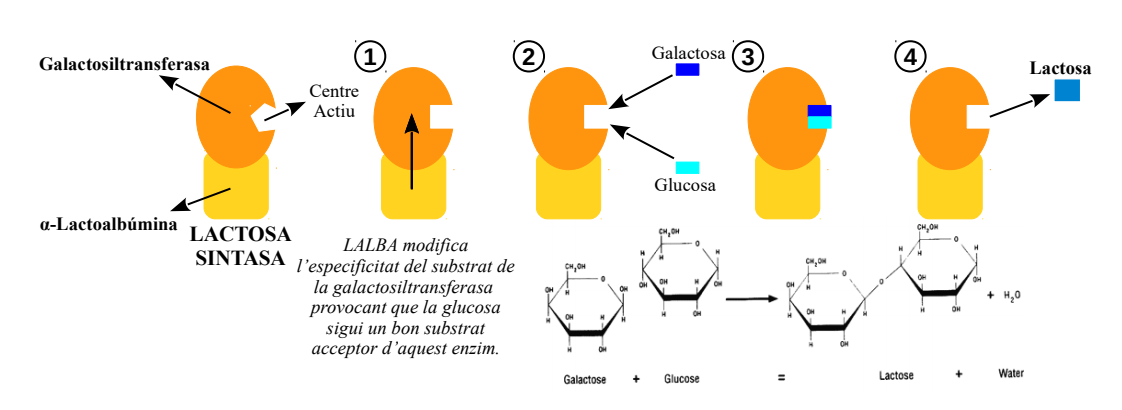
Mecanisme d'actuació de l'α-Lactoalbúmina en el proccés de síntesi de la lactosa.

## Aplicacions
L'elevada proporció en aminoàcids essencials i concretament en triptòfan i cisteïna provoquen que la proteïna tingui una importància rellevant en determinats àmbits.

### α-Lactoalbúmina com a antioxidant
L'α-Lactoalbúmina conté en bastanta quantitat un aminoàcid essencial que és la cisteïna i que de manera indirecte té un efecte antioxidant. La cisteïna és un precursor d'un dels antioxidants més importants que hi ha a l'organisme, el glutatió. La seva funció a l'organisme és la d'evitar els danys oxidatius (pérdues d'electrons) que produeixen radicals lliures, que són molècules que no són massa estables i cerquen agafar electrons a cèl·lules de teixits pròxims, provocant certs problemes de cara al manteniment de la salut. Concretament el que fa el glutatió és donar electrons perquè els radicals lliures restaurin la seva configuració molecular i siguin estables.

### α-Lactoalbúmina com a indicador de patología en les glàndules mamàries
Els nivells de concentració d'α-Lactoalbúmina són un reflex del funcionament cíclic de les cèl·lules de l'epiteli mamari. Aquest cicle compren des del moment en què s'inicia la inducció de la llet materna fins al moment en què es produeix la regressió de la glàndula. És per això que conèixer la variació en les concentracions d'aquesta proteïna durant aquests cicles pot resultar en un indicador més que evidenciï una disfunció o anomalia en les glàndules mamàries.
En determinades patologies es coneixen les variacions dels nivells d'α-Lactoalbúmina. Així, en el càncer de mama, es segueixen trobant nivells variats de concentració d'α-Lactoalbúmina en les cèl·lules que en sintetitzaven; en cas de metàstasi, les cèl·lules tumorals també en presenten. Pel que fa al sèrum dels pacients, l'α-Lactoalbúmina hi és present abans de la cirurgia, però no un cop realitzada l'operació. Per altra banda, en cap cas es troben concentracions d'α-Lactoalbúmina en l'orina dels pacients amb càncer de mama i/o metàstasi.

### α-Lactoalbúmina com a anti-tumoral
L'α-Lactoalbúmina (humana o bovina) pot unir-se a un àcid oleic per formar un complex anti-tumoral, anomenat HAMLET quan la part proteica procedeix de l'ésser humà i BAMLET quan l'α-Lactoalbúmina és de procedència bovina. Aquest complex pot induir l'apoptosi o l'autofàgia de la cèl·lula tumoral, tot i que també pot afectar una part de cèl·lules sanes diferenciades. Per a la formació i funcionalitat del complex HAMLET o BAMLET no cal que l'α-Lactoalbúmina es trobi en la seva configuració nativa, sinó que també es pot trobar desnaturalitzada.
Per altra banda, aquest complex també té la capacitat d'entrar en les cèl·lules tumorals i acumular-se al voltant de la membrana nuclear, provocant una reducció de les dimensions del nucli i la seva condensació. L'α-Lactoalbúmina es queda interaccionant amb la membrana cel·lular, mentre que l'àcid oleic serà qui se situa i acumula al citoplasma de la cèl·lula tumoral. Si bé, es coneix que l'activitat anti-tumoral del complex format per la unió de l'α-Lactoalbúmina i l'àcid oleic és depenent d'aquest últim, ja que davant la presència d'inhibidors de fagocitosi en la membrana de les cèl·lules tumorals, l'àcid oleic no pot travessar la membrana, mentre que la presència d'inhibidors no afecta a la interacció de l'α-Lactoalbúmina amb la membrana. També cal tenir present que el complex no actua a una temperatura inferior a 4 °C, i redueix considerablement la seva activitat davant la presència de l'inhibidor de fagocitosi Cytochalasin D, per tant aquest complex només actua en unes determinades condicions de temperatura i ambient.

### Relació de α-Lactoalbúmina amb l'epilèpsia
L'α-Lactoalbúmina s'ha relacionat amb el tractament de certes malalties com l'epilèpsia. La causa d'aquesta malaltia pot ser qualsevol substància que distorsioni el patró normal d'activitat neuronal. Hi ha persones epilèptiques que tenen una quantitat massa elevada de neurotransmissors actius, fet que incrementa l'activitat neuronal i altres que tenen una quantitat baixa d'inhibidors d'aquests neurotransmissors, fet que també provoca l'increment de l'activitat neuronal.
Durant els últims anys, s'ha estat estudiant la possible relació entre els nivells de serotonina al cervell i l'epilèpsia. La serotonina és un neuromodulador fonamental del sistema nerviós que es forma a partir d'un precursor, l'aminoàcid triptòfan (molt present en l'α-Lactoalbúmina).
S'han fet diversos experiments on s'ha subministrat per una banda triptòfan i per l'altra 5-hidroxitriptòfan (precursor immediat de la serotonina) a animals que se'ls havia induït l'epilèpsia, de manera que s'ha pogut observar que el triptòfan no feia cap mena d'efecte mentre que amb el 5-hidroxitriptòfan s'atenuaven les convulsions. A partir d'aquest fet es va concloure que si es volien atenuar les convulsions a partir del subministrament de triptòfan, les dosis haurien de ser elevades.
Aquest estudi es va complementar amb altres on es van subministrar diferents dosis de triptòfan a persones epilèptiques sense que disminuïssin les convulsions.
Recentment, dos científics (R. Citraro i E. Russo) van publicar que l'administració crònica d'α-Lactoalbúmina podia reduir els episodis epilèptics. Aquests investigadors van proposar que això faria que augmentessin els nivells de serotonina i a més també els d'àcid quinurènic, que és un producte del metabolisme del triptòfan que té la funció de bloquejar el receptor N-metil-D-aspartat (fet que atenua les convulsions en episodis epilèptics ja que l'N-metil-D-aspartat té la funció d'induir-les).
Finalment, es pot suposar i parcialment provar que l'α-Lactoalbúmina té un efecte positiu sobre l'epilèpsia gràcies al seu alt contingut en triptòfan.

### Importància a la nutrició
S'han realitzat moltes investigacions per a millorar la qualitat de les proteïnes en les suplementacions nutricionals. La composició de la suplementació alimentària s'ha vist modificada al llarg dels anys, amb motiu d'apropar-la al valor nutricional de la llet humana, objectiu difícil d'aconseguir a causa de la complexitat de la composició de la llet materna.
Una major concentració de proteïnes en aquestes fórmules infantils, contribueix en les diferències de creixement experimentades entre nadons alimentats a base de suplementació i nadons lactants. Els nadons alimentats mitjançant fórmules infantils tenien major concentració d'aminoàcids ramificats, una concentració la qual s'ha correlacionat amb l'augment d'insulina, que suposa un augment de pes pels nadons. Per tant, una reducció d'aquests aminoàcids ramificats, juntament amb un augment en la proporció d'aminoàcids essencials aportats, suposaria una nutrició de major qualitat i no perjudicial; un aspecte que es pot assolir enriquint les fraccions de proteïna de la fórmula infantil amb concentracions més elevades d' α-Lactalbúmina. D'altra banda, s'han fet comparatives entre creixement de nadons alimentats amb fórmules per a infants i el creixement de nadons alimentats amb llet materna, arribant a la conclusió de que la presència d' α-Lactalbúmina en aquestes fórmules es traduïa en millores en el creixement dels infants, així com en la salut intestinal i de la resposta immunològica.